# Rosa Filmes

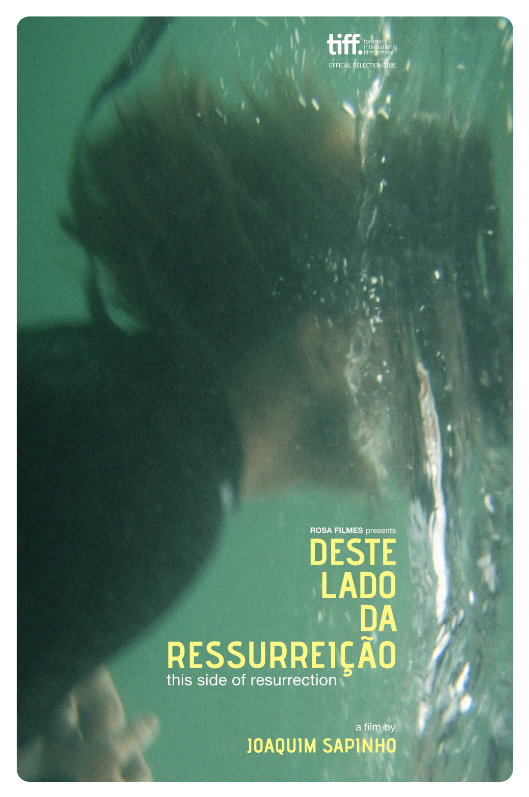
Cartel de la película De este lado de la resurrección, dirigida por Joaquim Sapinho y presentada en el Festival de Cine de Toronto de 2011, en el programa Visions.

Rosa Filmes es una empresa de producción y distribución cinematográfica con sede en Lisboa. Fundada en 1993 por Joaquim Sapinho, que sigue aún hoy dirigiendo la empresa, cuenta con Mónica Santana Baptista como codirectora. En estas casi tres décadas, Rosa Filmes ha producido más de 50 películas, con títulos como:
- 2013 - A Vida Invisível, dirigida por Vítor Gonçalves.
- 2011 - Deste Lado da Ressurreição, dirigida por Joaquim Sapinho.
- 2011 - O Que Há De Novo No Amor?, dirigida por Mónica Santana Baptista, Hugo Martins, Rui Santos, Tiago Nunes, Hugo Alves y Patrícia Raposo.
- 2009 - Morrer como um Homem, dirigida por João Pedro Rodrigues
- 2009 - 4 Copas, dirigida por Manuel Mozos
- 2005 - Diários da Bósnia, dirigida por Joaquim Sapinho
- 2005 - Odete, dirigida por João Pedro Rodrigues
- 2003 - A Mulher Polícia, dirigida por Joaquim Sapinho
- 2000 - O Fantasma, dirigida por João Pedro Rodrigues
- 1999 - Glória, dirigida por Manuela Viegas
- 1999 - Mal, dirigida por Alberto Seixas Santos
- 1999 - Jorge Molder - Realizado por José Neves
- 1998 - José Cardoso Pires - Diário de Bordo - Realizado por Manuel Mozos
- 1998 - Viagem à Expo - Realizado por João Pedro Rodrigues
- 1997 - Parabéns! - Realizado por João Pedro Rodrigues
- 1997 - Esta é a Minha Casa - Realizado por João Pedro Rodrigues
- 1997 - António Lobo Antunes - Realizado por Solveig Nordlund
- 1997 - Cinema Português? - Realizado por Manuel Mozos
- 1995 - Corte de Cabelo - Realizado por Joaquim Sapinho
- 1995 - "Cinéma, de notre temps: Shohei Imamura - Le libre penseur" - Realizado por Paulo Rocha
- 1994 - Lisboa no Cinema - Realizado por Manuel Mozos
- 1994 - Julião Sarmento - Realizado por Joaquim Sapinho
- 1993 - Portugaru San - O Sr. Portugal em Tokushima - Realizado por Paulo Rocha